# アントニオ・ダ・サンガッロ・イル・ヴェッキオ
アントニオ・ダ・サンガッロ・イル・ヴェッキオ（Antonio da Sangallo il Vecchio 1453年頃 - 1534年）は、盛期ルネサンスの建築家。ジュリアーノ・ダ・サンガッロの弟で、ジュリアーノと共同作品もある。甥のアントニオと区別するため、イル・ヴェッキオと呼称される。

## 経歴

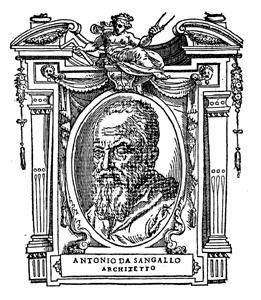

サンガッロ家は、フィレンツェにおいて建築家、彫刻家、細工師、画家を輩出した家柄で、フィレンツェのサン・ガッロ門近くに住むジャンベルティ家とコルディアーニ家の通称として、1480年代から用いられた。アントニオは、ジュリアーノとともに、建築家フランチェスコ・ディ・パオロ・ジャンベルティの子として生まれ、父親と親しい間柄にあった木細工師および城塞建築家フランチェスコ・ディ・ジョヴァンニ・ディ・フランチェスコに弟子入りした。
ジュリアーノがメディチ家の仕事を依頼されるようになると、これを補助していたが、ローマにおいて教皇庁の仕事を行ううちに、アレクサンデル6世に仕えることになった。ジュリオ・デ・メディチは、7歳になるまでサンガッロの家で育てられ、のちに教皇クレメンス7世になった。
1495年からハドリアヌス霊廟（サンタンジェロ城）を改修していた教皇は、アントニオを参加させて造営を行った。この仕事を成功させたことにより、彼はチェーザレ・ボルジアからも信頼を得、チヴィタ・カステッラーナ城塞の建設にも携わった。ただし、ローマにはそれほど長居はしておらず、1495年にフィレンツェ市壁および城壁の建築家に任命されたこともあって、1503年に帰郷している。1505年には、ジュリアーノに代わってアレッツォの城塞建設の指揮をとっている。
1516年にジュリアーノが死んだ後、磔刑像などの製作を行ったことが知られるが、1518年にはモンテ・プルチャーノで彼の最高傑作となる聖堂、マドンナ・ディ・サンピアージョ聖堂の建設を行った。ここではさらにアントニオ・ディ・モンテの邸宅を建設している。フィレンツェでの彼の仕事は、捨子保育院に向かいあう聖母マリア下僕会のロッジアがある。
晩年には引退し、畑仕事をしていたが、1534年に死去した。

## 主要作品
- 1518年起工・1529年完成マドンナ・ディ・サン・ピアージョ教会（モンテ・プルチャーノ）

## 書籍
- ピーター・マレー著　桐敷真次郎訳『図説世界建築史　ルサンス建築』（本の友社）ISBN 9784894391550
- ジョルジョ・ヴァザーリ著　森田義之監訳『ルネサンス彫刻家建築家列伝』（白水社）ISBN 9784560039304
- ニコラス・ペヴスナー他著　鈴木博之監訳『世界建築辞典』（鹿島出版会）ISBN 9784306041615